# Новониколаевский сельсовет (Барабинский район)
Новониколаевский сельсовет — сельское поселение в Барабинском районе Новосибирской области Российской Федерации.
Административный центр — село Новониколаевка.

## История
Статус и границы сельского поселения установлены Законом Новосибирской области от 2 июня 2004 года № 200-ОЗ «О статусе и границах муниципальных образований Новосибирской области»

## Население
| 2002 | 2010 | 2012 | 2013 | 2014 | 2015 | 2016 |
| ---- | ---- | ---- | ---- | ---- | ---- | ---- |
| 950  | ↘649 | ↘620 | ↘594 | ↘561 | ↘537 | ↗540 |
| 2017 | 2018 | 2019 | 2020 | 2021 |      |      |
| ↘534 | →534 | ↘524 | ↘520 | ↘510 |      |      |

## Состав сельского поселения
| № | Населённый пункт | Тип населённого пункта       | Население |
| - | ---------------- | ---------------------------- | --------- |
| 1 | Бехтень          | деревня                      | ↗5        |
| 2 | Богатиха         | деревня                      | ↘228      |
| 3 | Новониколаевка   | село, административный центр | ↘416      |

### Упразднённые населённые пункты
- Банниково — упразднённая в 1985 году деревня.
- Среднеярково — упразднённая в 1971 году деревня.